# Xenija Wladimirowna Suchinowa

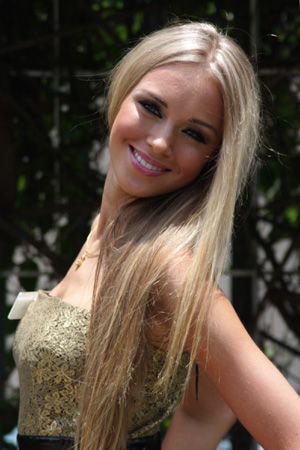
Xenija Suchinowa (2008)

Xenija Wladimirowna Suchinowa (russisch Ксения Владимировна Сухинова, engl. Transkription Kseniya Sukhinova; * 26. August 1987 in Nischnewartowsk, Russische SFSR) ist eine ehemalige russische Schönheitskönigin. Sie war Miss Russland 2007 und Miss World 2008.

## Leben und Karriere
Suchinowa gewann am 14. Dezember 2007 den russischen Schönheitswettbewerb Miss Russland und wurde darauf am 13. Dezember 2008 in Johannesburg zur „Miss World“ gewählt.
Beim Eurovision Song Contest 2009 in Moskau trat Suchinowa in den „Postkarten“, die vor jedem Beitrag eingeblendet wurden, für die teilnehmenden Staaten in deren Farben in Erscheinung. Dabei wurden die bekanntesten Sehenswürdigkeiten des jeweiligen Staates in ihren Haaren dargestellt.
Im Oktober 2010 nahm Suchinowa als Jurorin an der 60. Miss-World-Wahl im chinesischen Sanya teil. Dort kürte sie unter anderem gemeinsam mit den ehemaligen Titelträgerinnen Denise Perrier (Miss World 1953), Ann Sidney (Miss World 1964), Mary Stävin (Miss World 1977), Agbani Darego (Miss World 2001), María Julia Mantilla (Miss World 2004) und Zhang Zilin (Miss World 2007) die 18-jährige US-Amerikanerin Alexandria Mills zur Siegerin.